# 中島修二
中島 修二（なかしま しゅうじ、1965年7月8日 - ）は、日本の元ラグビー選手。

## プロフィール
- 山口県出身。
- 主なポジションはフランカー(FL)。
- 日本代表キャップは11。
- 子息の翼は、2013年より早稲田大学に進学してラグビーを行っている。

## 来歴
大津高校を経て明治大学へと進む。1985年度の第22回全国大学ラグビーフットボール選手権大会では、慶應義塾大学と12-12で引き分けながらも、同チーム4年ぶりとなる優勝を経験。その後、日本電気（後のNECグリーンロケッツ）に加入。
1989年5月28日に秩父宮ラグビー場で行われた、対スコットランド戦が、日本代表としての初キャップ試合。その試合で攻守に亘る活躍を見せ、対同チーム初勝利に貢献したが、後に当時監督だった宿澤広朗から、MVP級の活躍と賞賛を受けた。その後も不動の7番として、1991年のワールドカップにおける対スコットランド戦まで常時出場機会を得た。